# Луций Манлий Ацидин
Вижте пояснителната страница за други личности с името Ацидин.
Луций Манлий Ацидин (на латински: Lucius Manlius Acidinus) е политик на Римската република през края на 3 век пр.н.е. Член е на фамилията Манлии и служи като претор (praetor urbanus) през 210 пр.н.е..
Изпратен е от Сената при консула Марк Валерий Левин на Сицилия, за да го доведе за изборите. През 207 пр.н.е. той е стациониран с войска в Нарния в Италия, за да се съпротивлява на картагенския генерал Хасдрубал Барка (Барцид). През 206 пр.н.е. заедно с Луций Корнелий Лентул става проконсул на провинция Испания на местото на Марк Юний Силан. Бие се против авсетаните и илергетите, които са въстанали против Сципион Африкански. Връща се през 199 пр.н.е. в Рим. Овацията му е отказана от народния трибун Публий Порций Лека.
Той осиновява вероятно Луций Манлий Ацидин Фулвиан, който е консул през 179 пр.н.е. заедно с родния си брат Квинт Фулвий Флак.